# ژان ریویه
ژان ریویه (به فرانسوی: Jean Rivier) آهنگساز فرانسوی در ۲۱ ژوئیه ۱۸۹۶ در ویلمومبل Villemomble زاده شد و در ۶ نوامبر ۱۹۸۷ در لاپن سور اووُن La Penne-sur-Huveaune در گذشت.

## برخی از آثار
- کنسرتو فلوت
- کنسرتو ترومپت
- کنسرتو برای دو پیانو
- کنسرتو برای ساکسفون آلتو و ترومپت

## شنیدن آثار
- بداهه نوازی و فینال برای اُبوا
- چهارنوازی برای ساکسفونها
- youtube